# Nigel Bruce
William Nigel Ernle Bruce (ur. 4 lutego 1895 w Ensenada, zm. 8 października 1953 w Santa Monica) − brytyjski aktor filmowy. Weteran I wojny światowej.

## Filmografia
- 1934: Wyspa skarbów jako Squire Trelawney
- 1935: Becky Sharp jako Joseph Sedley
- 1936: Szarża lekkiej brygady jako Sir Benjamin Warrenton
- 1940: Rebeka jako major Giles Lacy
- 1941: The Chocolate Soldier jako Bernard Fischer, krytyk
- 1941: Podejrzenie jako Gordon Cochrane 'Beaky' Thwaite
- 1943: Lassie, wróć! jako Duke of Rudling
- 1944: Za wami, chłopcy w roli samego siebie
- 1945: Kobieta w zieleni jako dr John H. Watson
- 1945: Syn Lassie jako Duke of Rudling, dziadek Priscilli
- 1946: Sherlock Holmes: Pociąg do Edynburga jako doktor John H. Watson
- 1946: Sherlock Holmes i tajny szyfr jako dr John H. Watson
- 1947: The Two Mrs. Carrolls jako dr Tuttle
- 1952: Bwana Devil jako Angus McLean
- 1952: Światła rampy jako Postant, impresario